# Aqua Julia
De Aqua Julia was een Romeins aquaduct, dat het oude Rome van water voorzag.

## Geschiedenis
De Aqua Julia werd in 33 v.Chr. gebouwd door Marcus Agrippa, die dat jaar in de functie van aedilis plebis verantwoordelijk was voor de watervoorziening van Rome. In deze jaren nam de Romeinse bevolking sterk in aantal toe en er was daardoor een stijgende behoefte aan drinkbaar water. Daarbij kwam dat door de drie burgeroorlogen in de 1e eeuw v.Chr. de bestaande aquaducten waren verwaarloosd en niet meer goed functioneerden. Agrippa repareerde de Aqua Appia, Aqua Anio Vetus en Aqua Marcia en herbouwde de Aqua Tepula. Daarnaast bouwde hij het nieuwe aquaduct, dat grotendeels het traject van de oudere aquaducten volgde. Met de naam eerde hij de Gens Julia waar Augustus na zijn adoptie door Julius Caesar toe behoorde. De Aqua Julia vervulde een belangrijke rol in de watervoorziening van Agrippa en Augustus. Het water was van goede kwaliteit en door het te mengen met het kwalitatief mindere en warmere water van de Aqua Tepula kon ook dit oudere aquaduct beter ingezet worden.

## Loop
De bron van de Aqua Julia lag bij het huidige Grottaferrata in de Albaanse Heuvels. Na een korte afstand werd het water samengevoegd met dat van de Aqua Tepula, waarvan de bron in de buurt lag. Het aquaduct liep daarna ondergronds over een afstand van ongeveer 6 kilometer naar een reservoir bij Capannelle. Hier werden de beide waterkanalen weer gescheiden en liepen bovengronds over de bogen van de Aqua Marcia naar Rome, waar ze bij de Porta Maggiore de stad binnenkwamen. Na de Porta Tiburtina liep het aquaduct ondergronds verder naar het castellum (eindreservoir) bij de Porta Viminalis, op de top van de Viminaal. Vanaf daar werd het water verder de stad in gedistribueerd.

## Latere geschiedenis
Tussen 270 en 280 werd de Aureliaanse Muur om Rome gebouwd. Om dit enorme bouwwerk snel te kunnen realiseren werden vele bestaande constructies in de muur opgenomen. Zo werden de bogen van de Aqua Marcia-Tepula-Julia dichtgemetseld en versterkt. Het aquaduct bleef hierbij wel gewoon functioneren. Tijdens de Gotische oorlogen in de 6e eeuw werden de aquaducten van Rome gesaboteerd. Deels door de Gotische belegeraars, die de burgers wilden laten lijden, en deels door de Romeinse verdedigers zelf, die wilden voorkomen dat de vijand door de kanalen de stad binnen kon dringen. Na de 6e eeuw was de stad grotendeels ontvolkt en werden de aquaducten niet meer gerepareerd.

## Restanten
De ereboog die Augustus in 5 v.Chr. in het aquaduct had laten maken werd verbouwd tot de Porta Tiburtina en bleef zo bewaard. De kanalen van de aquaducten zijn hier nog steeds zichtbaar.

## Voetnoot
1. ↑  Frontinus, De aquaeductu urbis Romae - 9. Gearchiveerd op 10 september 2017.

## Referentie
- J. Coulston & H.Dodge, Ancient Rome. The archaeology of the Eternal City, Oxford 2005. pp. 175-176 ISBN 0947816550
- L. Richardson, jr, A New Topographical Dictionary of Ancient Rome, Baltimore - London 1992. pp. 16 ISBN 0801843006